# Lee Nguyen
Lee Nguyen (Richardson, 7 ottobre 1986) è un ex calciatore statunitense di origini vietnamite, di ruolo centrocampista.

## Carriera

### Club

#### In Europa
Nel 2005, dopo aver ben impressionato Guus Hiddink, in quel periodo allenatore del PSV, lasciò l'Indiana University e l'America per tentare l'avventura europea. In Olanda, complice il cambio allenatore, non trovò spazio (solo una presenza) e così lasciò la squadra e si trasferì in Danimarca al Randers.

#### Vietnam
Dopo due stagioni in Scandinavia gli viene offerta l'opportunità di giocare in Vietnam, il paese natale dei suoi genitori, con il Gia Lai. La prima stagione vietnamita si conclude con 12 goal e 16 assist in 24 partite e il secondo posto nel sondaggio come miglior giocatore.
Cambia squadra per divergenze con l'allenatore trasferendosi al Bình Dương, sempre in Vietnam, arrivando a guadagnare circa 100.000 dollari e diventando l'atleta più pagato del paese. Prima di accettare il trasferimento ha provato a trovare un ingaggio con la MLS ma, pur essendoci squadre interessate, gli è stato offerto solo il minimo contrattuale per cinque anni che rifiuta.
Nel 2012 viene messo sotto contratto dai Vancouver Whitecaps che segna il suo ingresso in MLS. Tuttavia, pur avendo disputato un discreto pre-campionato, viene tagliato dalla squadra canadese per poi esser ingaggiato dai New England Revolution.
Il 3 maggio 2018 si accasa ai Los Angeles FC e successivamente al Club Internacional de Fútbol Miami.

### Nazionale
Ha giocato con la selezione statunitense sia a livello di nazionale maggiore che a livello giovanile. 
Dopo aver ottenuto la nazionalità vietnamita, starebbe pensando di giocare con la nazionale asiatica (il cambio sarebbe permesso perché le presenze fatte in Coppa America con la selezione a stelle e strisce risultano amichevoli).

## Statistiche

### Presenze e reti nei club
| Stagione        | Club             | Campionato      | Campionato | Campionato | Coppe nazionali | Coppe nazionali | Coppe nazionali | Coppe continentali | Coppe continentali | Coppe continentali | Supercoppe | Supercoppe | Supercoppe | Totale | Totale |
| Stagione        | Club             | Comp            | Pres       | Reti       | Comp            | Pres            | Reti            | Comp               | Pres               | Reti               | Comp       | Pres       | Reti       | Pres   | Reti   |
| --------------- | ---------------- | --------------- | ---------- | ---------- | --------------- | --------------- | --------------- | ------------------ | ------------------ | ------------------ | ---------- | ---------- | ---------- | ------ | ------ |
| 2021            | Ho Chi Minh City | VL              | 9          | 5          | CV              | 0               | 0               | -                  | -                  | -                  | -          | -          | -          | 9      | 5      |
| 2022            | Ho Chi Minh City | VL              | 14         | 2          | CV              | 0               | 0               | -                  | -                  | -                  | -          | -          | -          | 14     | 2      |
| Totale Carriera | Totale Carriera  | Totale Carriera | 23         | 7          |                 | 0               | 0               |                    | -                  | -                  |            | -          | -          | 23     | 7      |

### Cronologia presenze e reti in nazionale
| Cronologia completa delle presenze e delle reti in nazionale ― Stati Uniti | Cronologia completa delle presenze e delle reti in nazionale ― Stati Uniti | Cronologia completa delle presenze e delle reti in nazionale ― Stati Uniti | Cronologia completa delle presenze e delle reti in nazionale ― Stati Uniti | Cronologia completa delle presenze e delle reti in nazionale ― Stati Uniti | Cronologia completa delle presenze e delle reti in nazionale ― Stati Uniti | Cronologia completa delle presenze e delle reti in nazionale ― Stati Uniti | Cronologia completa delle presenze e delle reti in nazionale ― Stati Uniti |
| Data                                                                       | Città                                                                      | In casa                                                                    | Risultato                                                                  | Ospiti                                                                     | Competizione                                                               | Reti                                                                       | Note                                                                       |
| -------------------------------------------------------------------------- | -------------------------------------------------------------------------- | -------------------------------------------------------------------------- | -------------------------------------------------------------------------- | -------------------------------------------------------------------------- | -------------------------------------------------------------------------- | -------------------------------------------------------------------------- | -------------------------------------------------------------------------- |
| 3-6-2007                                                                   | San Jose                                                                   | Stati Uniti                                                                | 4 – 1                                                                      | Cina                                                                       | Amichevole                                                                 | -                                                                          | 80’                                                                        |
| 3-7-2007                                                                   | Barinas                                                                    | Stati Uniti                                                                | 1 – 3                                                                      | Paraguay                                                                   | Coppa America 2007 - 1º turno                                              | -                                                                          | 80’                                                                        |
| 6-7-2007                                                                   | Barquisimeto                                                               | Colombia                                                                   | 1 – 0                                                                      | Stati Uniti                                                                | Coppa America 2007 - 1º turno                                              | -                                                                          | 72’                                                                        |
| 14-11-2014                                                                 | Londra                                                                     | Stati Uniti                                                                | 1 – 2                                                                      | Colombia                                                                   | Amichevole                                                                 | -                                                                          | 78’                                                                        |
| 29-1-2015                                                                  | Rancagua                                                                   | Cile                                                                       | 3 – 2                                                                      | Stati Uniti                                                                | Amichevole                                                                 | -                                                                          | 46’ 50’                                                                    |
| 8-2-2015                                                                   | Carson                                                                     | Stati Uniti                                                                | 2 – 0                                                                      | Panama                                                                     | Amichevole                                                                 | -                                                                          | 79’                                                                        |
| 14-10-2015                                                                 | Harrison                                                                   | Stati Uniti                                                                | 0 – 1                                                                      | Costa Rica                                                                 | Amichevole                                                                 | -                                                                          | 72’                                                                        |
| 31-1-2016                                                                  | Carson                                                                     | Stati Uniti                                                                | 3 – 2                                                                      | Islanda                                                                    | Amichevole                                                                 | -                                                                          |                                                                            |
| 6-2-2016                                                                   | Carson                                                                     | Stati Uniti                                                                | 1 – 0                                                                      | Canada                                                                     | Amichevole                                                                 | -                                                                          | 61’                                                                        |
| Totale                                                                     |                                                                            | Presenze                                                                   | 9                                                                          |                                                                            | Reti                                                                       | 0                                                                          |                                                                            |

## Palmarès

### Club

#### Competizioni nazionali
- MLS Supporters' Shield: 1

Los Angeles FC: 2019

### Individuale
- MLS Best XI: 1

2014